# Leopold Auer (Historiker)

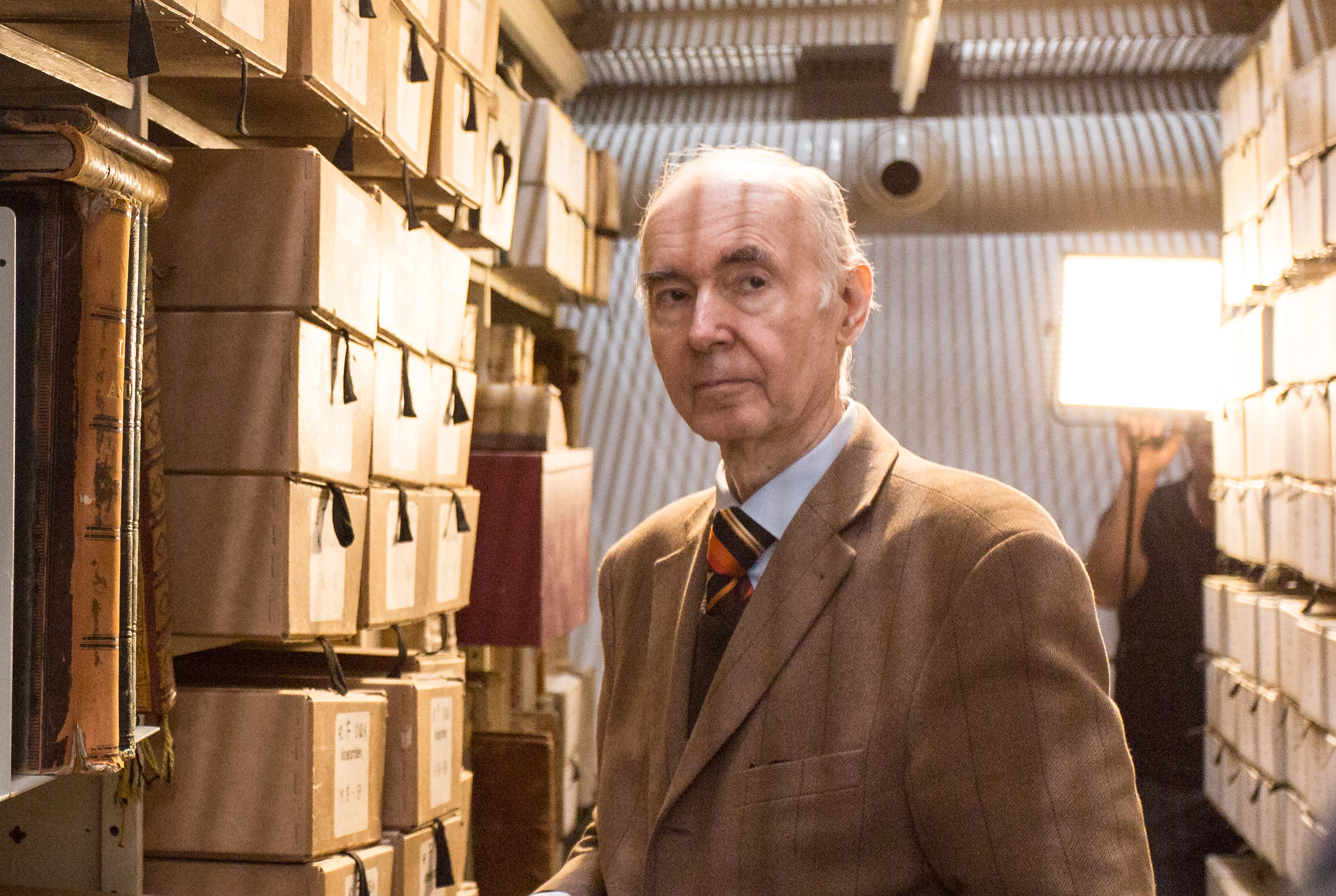
Leopold Auer (2017) im Speicherbereich des Haus-, Hof- und Staatsarchivs während eines Interviews über Kaiserin Maria Theresia für die französische TV-Produktion „Secrets d'Histoire“

Leopold Auer (* 8. Jänner 1944 in Wien; † 6. Dezember 2024 ebenda) war ein österreichischer Historiker und Archivar.

## Leben
Nach dem Studium der Geschichte und klassischen Philologie an der Universität Wien und der Promotion zum Doktor der Philosophie im Jahr 1968 legte Leopold Auer die Staatsprüfung am Institut für Österreichische Geschichtsforschung ab. Von 1968 bis 1999 war er Archivar im Haus-, Hof- und Staatsarchiv in Wien. 1978 begann Auers Lehrtätigkeit an der Universität Wien und seine Mitarbeit bei der Prüfungskommission des Instituts für Österreichische Geschichtsforschung. 1988 wurde er zum Honorarprofessor für Historische Hilfswissenschaften und 1996 zum Hofrat ernannt. Von 1999 bis zu seiner Pensionierung im Jahr 2008 war er Direktor des Haus-, Hof- und Staatsarchivs. Zeit seines beruflichen Lebens widmete er sich auch der Arbeit im Internationalen Archivrat (ICA). Er verstarb am 6. Dezember 2024 in Wien.
Die Forschungsschwerpunkte von Leopold Auer lagen auf den Gebieten der mittelalterlichen Kriegsgeschichte, der internationalen Beziehungen der Frühen Neuzeit, der Geschichte des Heiligen Römischen Reichs sowie der Historischen Hilfswissenschaften einschließlich der Archivwissenschaft. Zu seinem reichhaltigen literarischen Schaffen zählen auch 50 Beiträge in Ausstellungskatalogen.

## Mitgliedschaften (Auswahl)

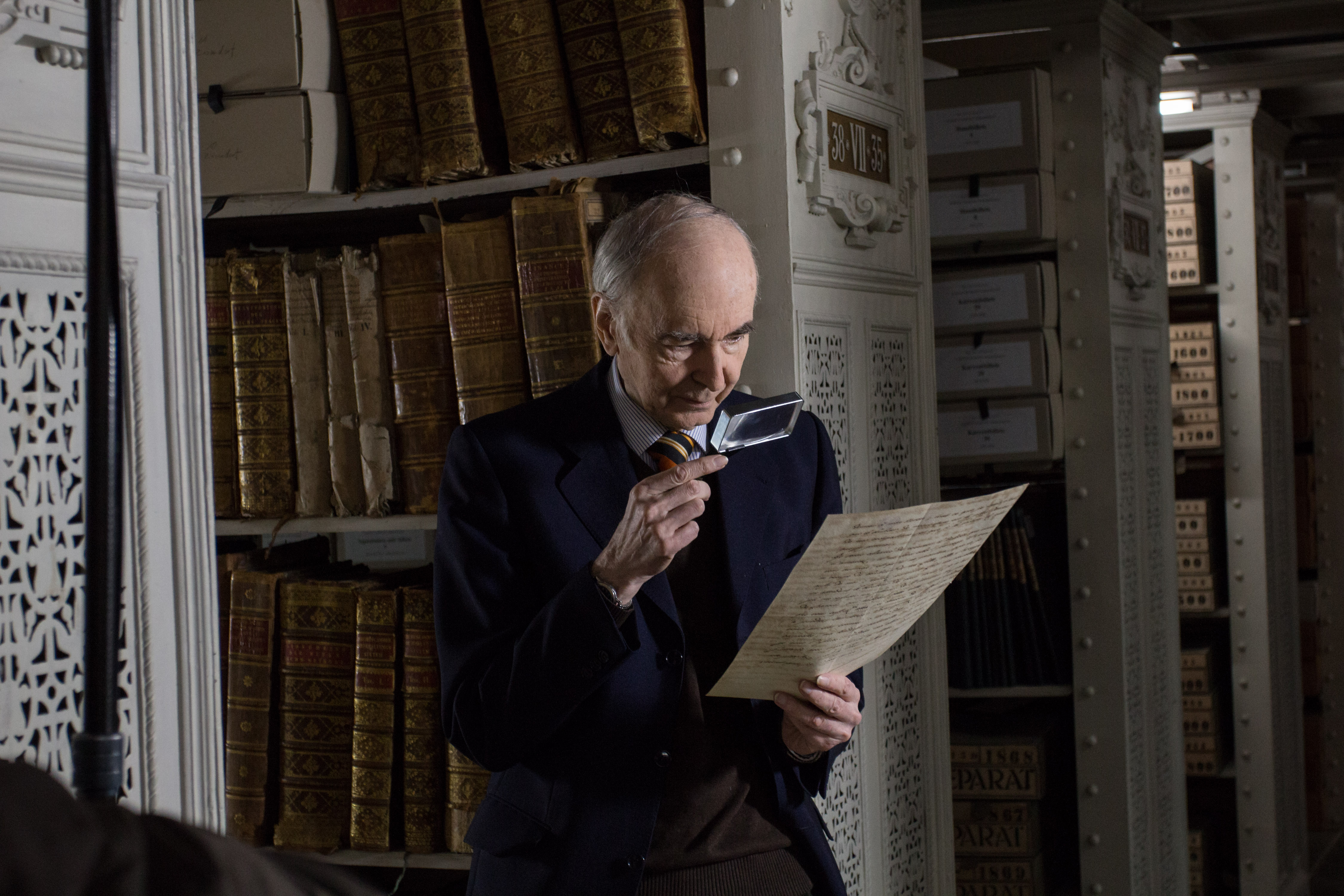
Leopold Auer (2018) im Speicherbereich des Haus-, Hof- und Staatsarchivs während eines Interviews über Madame Royale für die französische TV-Produktion „Secrets d'Histoire“

- Institut für Österreichische Geschichtsforschung[2]
- Commission Autrichienne d’Histoire Militaire[3]
- Kommission für Rechtsgeschichte der Österreichischen Akademie der Wissenschaften[3]

## Auszeichnungen
- 1992: Ordre des Arts et des Lettres[2][4]
- 2004: Ehrenmitglied des Internationalen Archivrats[3]
- 2008: Österreichisches Ehrenkreuz für Wissenschaft und Kunst I. Klasse[5]
- 2015: Medaille für Verdienste um das tschechische Archivwesen (Za zásluhy o české archivnictví)[6]

## Schriften (Auswahl)
- Der Reichskriegsdienst des Klerus unter den sächsischen Kaisern. Universität Wien, Dissertation, Wien 1968.
- Die Schlacht bei Mailberg am 12. Mai 1082. Wien 1976, ISBN 3-215-02272-9 (2. Auflage 1984).
- Arbeitsbuch Geschichte: Neuzeit 1 (16.–18. Jahrhundert). Quellen. Mit einer Einführung in die hilfswissenschaftlichen Disziplinen (= UTB 625). München 1977, ISBN 978-3-7940-2631-9.
- Ausztria történetének írott forrâsai. In: Levéltâri Szemle 1992/3, S. 52–75.
- Disputed Archival Claims. Analysis of an International Survey. Paris 1998 (auch in französischer Fassung).
- Courts and History. The Haus-, Hof- und Staatsarchiv in Vienna. In: The Court Historian 3, 1998, S. 9–15.
- Das Haus-, Hof- und Staatsarchiv und die Geschichtswissenschaft. In: Mitteilungen des Österreichischen Staatsarchivs (MÖStA) 48, 2000, S. 53–71.
- Zur Rolle der Archive bei der Vernichtung und (Re-) Konstruktion von Vergangenheit. In: Moritz Csaky et al. (Hrsg.): Speicher des Gedächtnisses: Bibliotheken, Museen, Archive. Teil 1: Absage an und Wiederherstellung von Vergangenheit. Passagen-Verlag, Wien 2000, ISBN 978-3-85165-454-7, S. 57–66.
- mit Manfred Wehdorn (Hg.): Das Haus-, Hof- und Staatsarchiv. Geschichte – Gebäude – Bestände. Innsbruck 2003, ISBN 3-9500984-7-X.
- Kryptographie. In: Wilfried Seipel (Hrsg.): Der Turmbau zu Babel. Ursprung und Vielfalt von Sprache und Schrift. Band 3/A: Schrift. Kunsthistorisches Museum Wien/Skira editore, Wien/Milano 2003, S. 345–350.
- Lo Haus-, Hof- und Staatsarchiv di Vienna. Un grande archivio europeo. In: Vienna e Simancas. Due archivi fondamentali per la conoscenza della storia di Milano (= Quaderni di Archeion 2), Mailand 2005, S. 9–26.
- La documentazione dello Haus-, Hof- und Staatsarchiv sulla storia di Trento. In: Annali dell’Istituto storico italo-germanico 32, 2006, S. 471–479.
- (Hrsg.): Das Haus Österreich und der Orden vom Goldenen Vlies. Ausstellungskatalog, Leopold Stocker Verlag, Graz/Stuttgart 2007, ISBN 978-3-7020-1172-7.
- (Hrsg.): Malta. Vom Ordensstaat zur Europäischen Union. Ausstellungskatalog, Fassbaender, Wien 2007, ISBN 978-3-902575-02-9.
- mit Werner Ogris und Eva Ortlieb: Höchstgerichte in Europa. Bausteine frühneuzeitlicher Rechtsordnungen (= Quellen und Forschungen zur höchsten Gerichtsbarkeit im Alten Reich 53). Köln–Weimar–Wien 2007.
- Maximilien Ier et l’ordre de la Toison d’or. In: Fondation et rayonnement de l’Ordre de la Toison d’or (= Mémoires de l’Académie des sciences, arts et belles-lettres de Dijon 142bis), Dijon 2008, S. 57–64.
- Prinz Eugen und das Ideal des honnête homme. Verhaltensnormen von Eliten im Ancien Régime. In: Agnes Husslein-Arco, Marie-Louise von Plessen (Hrsg.): Prinz Eugen. Feldherr, Philosoph und Kunstfreund. München 2010, ISBN 978-3-7774-2521-4, S. 41–47.
- Die Verschleppung der Akten des Reichshofrats durch Napoleon. In: Thomas Olechowski, Christian Neschwara, Alina Lengauer (Hrsg.): Grundlagen der österreichischen Rechtskultur. Festschrift für Werner Ogris zum 75. Geburtstag, Wien/Köln/Weimar 2010, ISBN 978-3-205-78628-3, S. 1–13.